# Mobiles genetisches Element

Mobile genetische Elements in einer Zelle (links) und ihr Transfer (rechts).

Ein mobiles genetisches Element (MGE) ist eine DNA-Sequenz, deren Position im Genom veränderlich ist. Die Gesamtheit der mobilen genetischen Elemente in einem Genom wird als Mobilom bezeichnet.

## Eigenschaften
Mobile genetische Elemente sind z. B. eigennützige und/oder kooperative DNA (wie Transposons, Retroelemente, Insertionssequenzen, Miniature Inverted-repeat Transposable Elements und Inteine), aber auch Gruppe-II-Introns, insertierende Plasmide und manche Prophagen (wie der Mu-Phage). Für die Entdeckung der mobilen genetischen Elemente erhielt Barbara McClintock 1983 den Nobelpreis für Physiologie oder Medizin.
Bei Bakterien erleichtern mobile genetische Elemente den horizontalen Gentransfer zum Austausch von Resistenz- und Virulenzfaktoren wie eine Antibiotikum-Resistenz oder Pathogenitätsinseln. Essentielle Gene liegen vergleichsweise selten auf mobilen genetischen Elementen, da die Verlustwahrscheinlichkeit essentieller Gene größer ist als bei Chromosomen.
ACLAME (von engl. a classification of mobile genetic elements ‚eine Klassifizierung mobiler genetischer Elemente‘) ist eine Online-Datenbank mobiler genetischer Elemente.